# Traité de la Communauté d'Afrique de l'Est
 (mai 2025).
 (mai 2025).
Le traité pour la création de la Communauté d'Afrique de l'Est a été signé le 30 novembre 1999. Il est entré en vigueur le 7 juillet 2000 à la suite de sa ratification par les trois États partenaires initiaux - le Kenya, l'Ouganda et la Tanzanie. Le Rwanda et le Burundi ont adhéré au traité le 18 juin 2007 et sont devenus des membres à part entière de la communauté à compter du 1er juillet 2007. L'accord a établi la Communauté d'Afrique de l'Est, selon laquelle toutes les nations participantes sont convenues d'établir des relations commerciales et politiques plus coopératives pour leurs 133 millions de citoyens cumulés[réf. nécessaire].

## Voir également
- Liste des traités